# Károly Eperjes
Károly Eperjes, född 17 februari 1954 i Hegykõ, är en ungersk skådespelare.

## Filmografi
- 1982 Nyom nélkül (Utan spår)
- 1983 Könnyű testi sértés (Lätt personskada)
- 1984 Eszmélés
- 1985 Uramisten (Herrgud)
- 1985 Nagymama (Farsmor)
- 1985 A nagy generáció (Den stora generationen)
- 1985 Redl ezredes (Överste Redl)
- 1986 Visszaszámlálás (Nedräkning)
- 1986 Hajnali háztetők (Tak i gryningen)
- 1986 Banánhéjkeringő (Bananskalsvals)
- 1987 A varázsló álma (Hejarens dröm)
- 1987 Miss Arizona
- 1987 A másik ember (Den andra människan)
- 1987 Szamárköhögés
- 1988 Küldetés Evianba (Mission till Evian)
- 1988 Eldorádó
- 1988 Hanussen
- 1988 Soha, sehol, senkinek (Aldrig, ingenstans, till ingen)
- 1989 Könnyű vér (Lätt blod)
- 1989 Ismeretlen ismerős (Okänd bekant)
- 1989 Legényanya
- 1989 Iskolakerülők (Skolkare)
- 1989 Laurin (NSZK) (Laurin (DDR))
- Tanítványok (Eleverna)
- Meteo
- Eszterkönyv (Estherbok)
- 1990 - Jó estét, Wallenberg úr! God afton, Herr Wallenberg
- Isten hátrafelé megy (Gud går baklänges)
- Csapd le csacsi
- Indián tél (Indian vinter)
- Szeressük egymást (Älska vi varandra!)
- A turné (Turnén)
- Levelek Perzsiából (Brev från Persien)
- Egy tél isten háta mögött (En vinter bakom Guds rygg)
- Fűrészporos mesék (Sågspåniga berättelser)
- A bak éve (År av Capricorn)
- 6:3